# St. Stefan-Afiesl
St. Stefan-Afiesl ist eine Gemeinde im Bezirk Rohrbach in Oberösterreich.

## Geografie
St. Stefan-Afiesl liegt zwischen Rohrbach-Berg und Bad Leonfelden direkt an der tschechischen Grenze. Von 27,62 Quadratkilometer Fläche wird die Hälfte landwirtschaftlich genutzt, 45 % sind bewaldet.

### Gemeindegliederung
Die Gemeinde umfasst die Katastralgemeinden Afiesl, St. Stefan am Walde und Unterriedl.
Das Gemeindegebiet gliedert sich in folgende Ortschaften (in Klammern Einwohnerzahl Stand 1. Jänner 2024):
- Dambergschlag (61)
- Gmain (8)
- Haid (37)
- Herrnschlag (78)
- Innenschlag (26)
- Köckendorf (96)
- Neuschlag (104)
- Oberafiesl (72)
- Obereben (18)
- Oberriedl (82)
- Preßleithen (17)
- Raiden (78)
- Sankt Stefan am Walde (225)
- Unterafiesl (34)
- Untereben (25)
- Unterriedl (148)

Der Edelsitz Genghof liegt in Oberriedl.

### Nachbargemeinden
Nachbargemeinden sind Vorderweißenbach im Osten (Bezirk Urfahr-Umgebung), Helfenberg im Südosten, St. Peter am Wimberg im Süden, Haslach an der Mühl im Westen, Lichtenau im Mühlkreis im Nordwesten und Přední Výtoň (Tschechien) im Norden.
| Lichtenau im Mühlkreis | Přední Výtoň (CZ)                           |                       |
| Haslach an der Mühl    | Kompassrose, die auf Nachbargemeinden zeigt | Vorderweißenbach (UU) |
|                        | St. Peter am Wimberg                        | Helfenberg            |

## Geschichte
Die Gemeinde St. Stefan-Afiesl entstand 2019 durch die Fusion der vormaligen Gemeinden Afiesl und St. Stefan am Walde.

## Kultur und Sehenswürdigkeiten

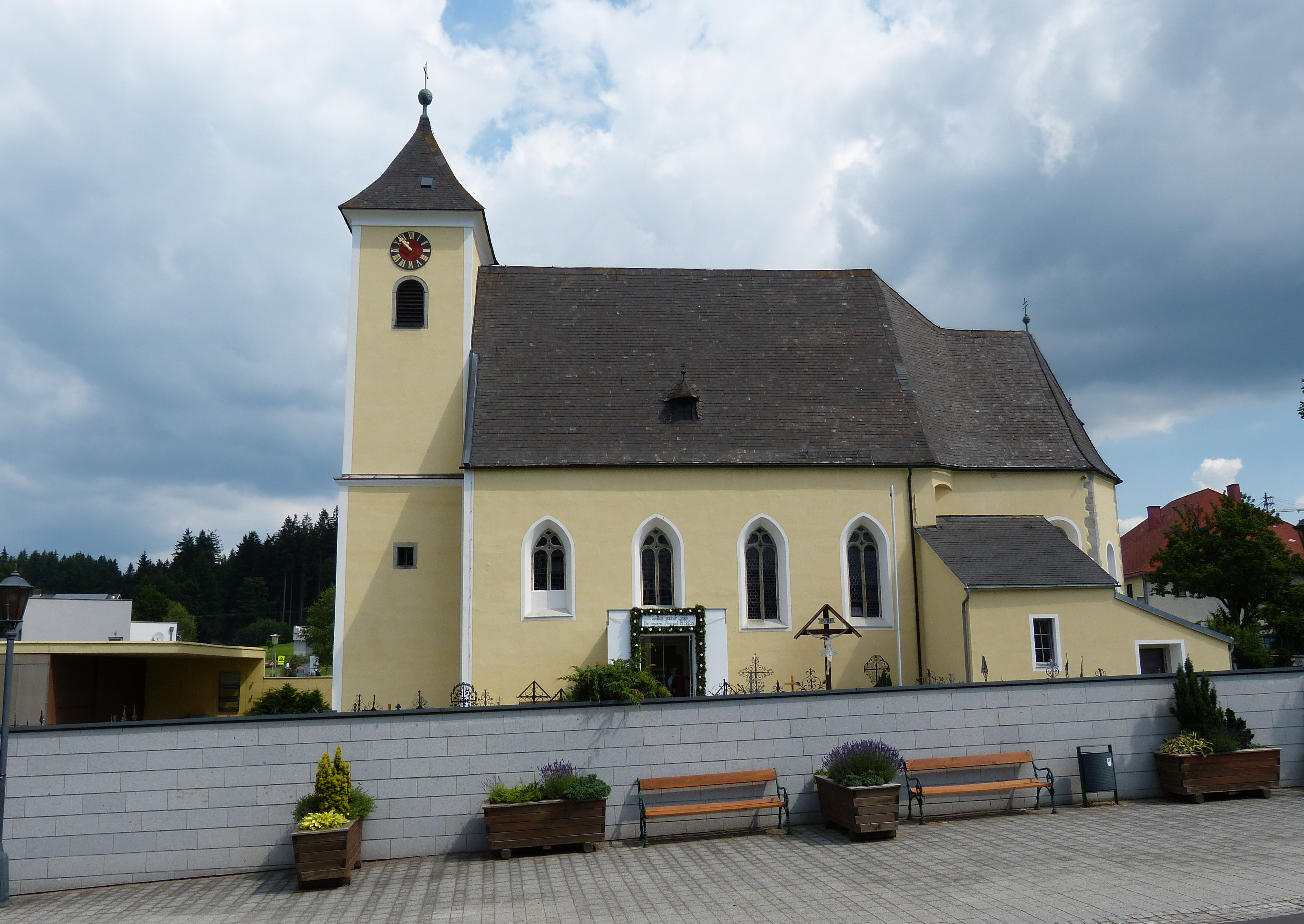
Pfarrkirche St. Stefan am Walde

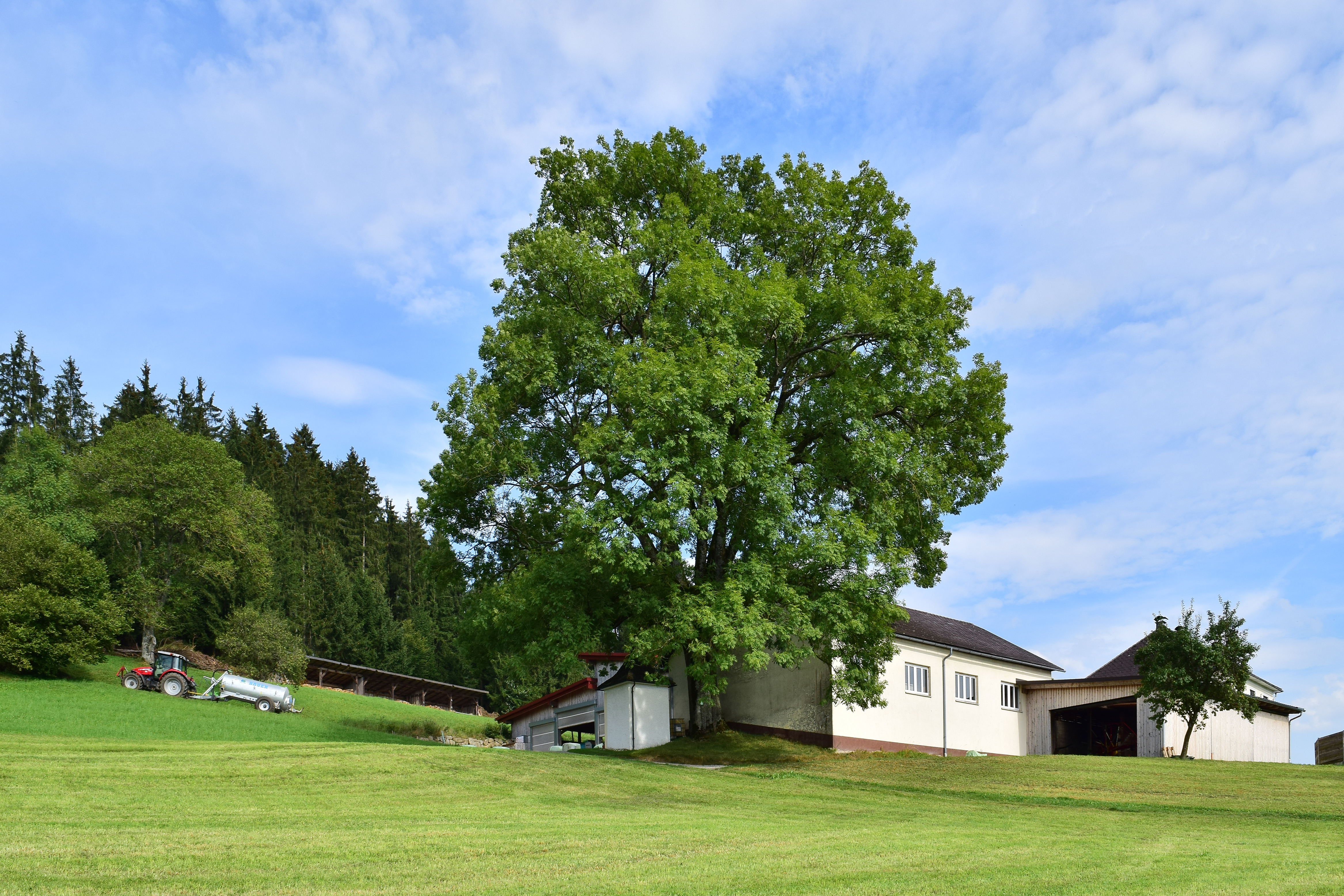
Naturdenkmal Kapellen-Esche (ND 495).

- Katholische Pfarrkirche St. Stefan am Walde
- Naturdenkmal Kapellen-Esche (ND 495)

## Wirtschaft und Infrastruktur

### Wirtschaftssektoren
Von den 244 Arbeitsplätzen des Jahres 2011 entfallen 30 % auf die Landwirtschaft, 10 % auf den Produktionssektor und 60 % auf Dienstleistungen. Mit beinahe 100 Erwerbstätigen ist der Bereich Beherbergung und Gastronomie der größte Arbeitgeber im Dienstleistungssektor.

### Berufspendler
Im Jahr 2011 lebten 595 Erwerbstätige in St. Stefan-Afiesl. Davon arbeitete knapp ein Viertel in der Gemeinde, mehr als drei Viertel pendelten aus. Über hundert Menschen aus der Umgebung kamen zur Arbeit nach St. Stefan-Afiesl.

### Verkehr
- Straße: Das Gemeindegebiet wird durch die Böhmerwald Straße B38 erschlossen.
- Eisenbahn: Der nächstgelegene Bahnhof ist zehn Kilometer westlich in der Bezirkshauptstadt Rohrbach-Berg.[6]

## Politik

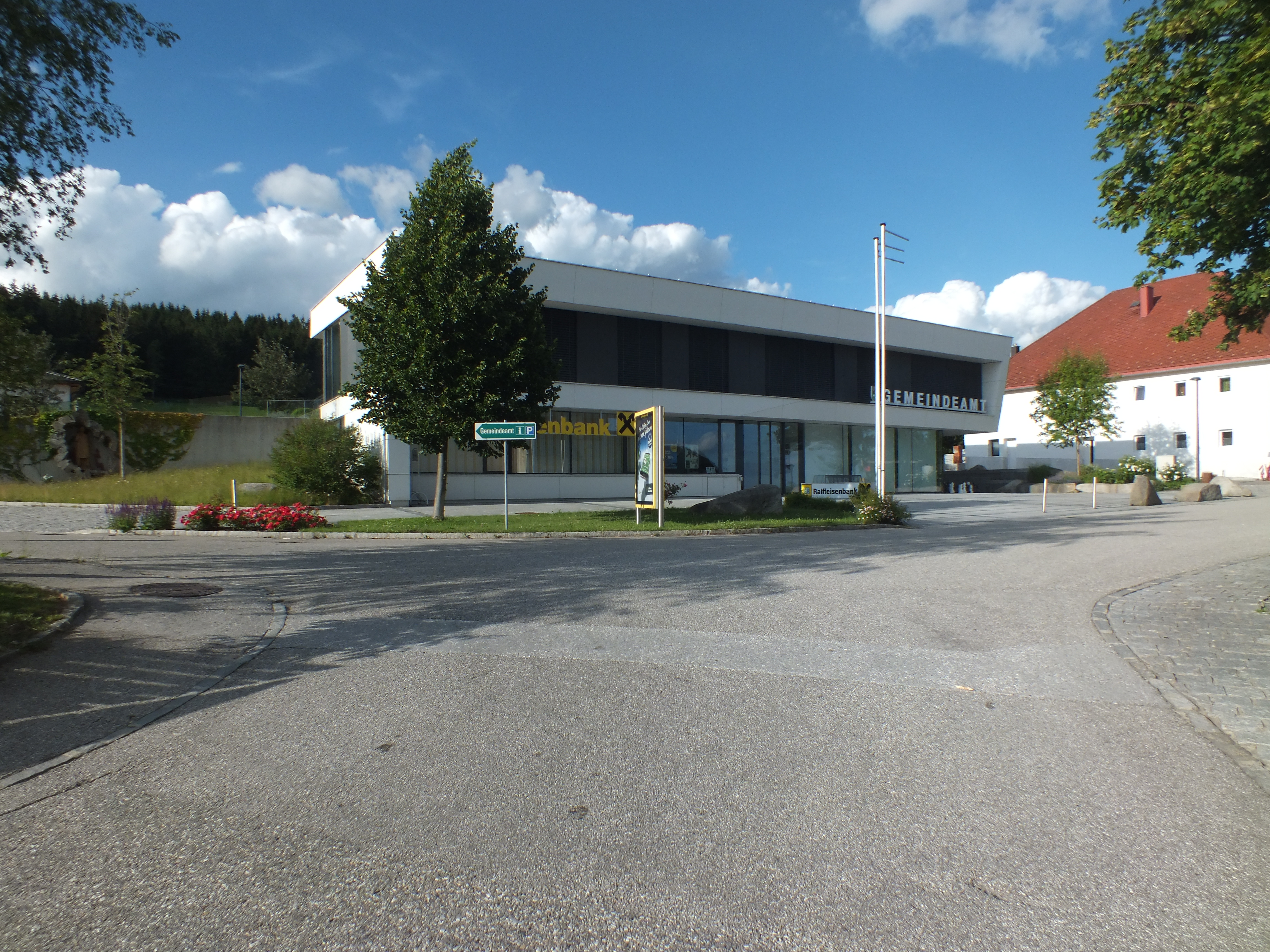
Gemeindeamt St. Stefan-Afiesl

### Gemeinderat
Bei der Gemeinderatswahl 2015 waren die beiden Gemeinden Afiesl und St. Stefan am Walde noch getrennt.:
| Partei | St. Stefan-Afiesl | St. Stefan-Afiesl | St. Stefan-Afiesl | St. Stefan-Afiesl | Afiesl | Afiesl | St. Stefan | St. Stefan |
| Partei | 2021              | 2021              | 2019              | 2019              | 2015   | 2015   | 2015       | 2015       |
| Partei | Prozent           | Mandate           | %                 | M.                | %      | M.     | %          | M.         |
| ------ | ----------------- | ----------------- | ----------------- | ----------------- | ------ | ------ | ---------- | ---------- |
| ÖVP    | 72,62             | 10                | 63,9              | 12                | 63,7   | 9      | 70,1       | 10         |
| SPÖ    | nicht kandidiert  | nicht kandidiert  | 15,6              | 3                 | 18,7   | 2      | 17,7       | 2          |
| FPÖ    | 27,38             | 3                 | 20,6              | 4                 | 17,7   | 2      | 12,2       | 1          |

### Bürgermeister
Bürgermeister von Afiesl waren
- 1850–1862 Georg Anzinger
- 1862–1864 Johann Schöftner
- 1864–1870 Georg Anzinger
- 1870–1882 Markus Höllmüller
- 1882–1894 Johann Schöftner
- 1894–1900 Mathias Pürmayr
- 1900–1906 Franz Hofer
- 1906–1909 Mathias Pürmair
- 1909–1919 Stefan Scheucher
- 1919–1922 Mathias Anzinger
- 1922–1938 Mathias Pürmayr
- 1938–1938 Mathias Wolfesberger
- 1938–1949 Franz Oberhamberger
- 1949–1973 Alois Leibetseder
- 1973–1975 Hermann Schwarzinger
- 1975–1989 Josef Keplinger
- 1989–2019 Erhard Grünzweil[10]

Bürgermeister von St. Stefan waren
- 1850–1858 Joseph Hinterhöltl
- 1858–1862 Joseph Rechberger
- 1862–1870 Jakob Scheiblhofer
- 1870–1876 Josef Leibetseder
- 1876–1879 Mathias Riedl
- 1879–1894 Josef Leibetseder
- 1894–1897 Josef Winkler
- 1897–1906 Johann Hetzmannseder
- 1906–1909 Leopold Anzinger
- 1909–1911 Josef Leibetseder
- 1911–1913 Johann Hetzmannseder
- 1913–1919 Georg Mayr
- 1919–1924 Johann Atzlesberger
- 1924–1929 Franz Piermayr
- 1929–1938 Anton Hehenberger
- 1938–1945 Franz Engleder
- 1945–1946 Johann Kloiböck
- 1946–1949 Josef Hetzmannseder
- 1949–1967 Markus Pürmayer
- 1967–1991 Josef Kitzmüller
- 1991–2003 Franz Engleder
- 2003–2015 Franz Anzinger
- 2015–2019 Alfred Mayr[10]

Bürgermeister von St. Stefan-Afiesl
- seit 2019 Alfred Mayr[11]